# Fusel
Fusel (forkortet af fusel(branntwein)) er uren brændevin, der indeholder megen fuselolie; bruges også synonymt med dette.
Fuselolie, en blanding af forskellige alkoholer og alkylsalte, der dannes ved den alkoholiske gæring og forurener den af den gærede mæsk afdestillerede ethanol. Fusel fordamper ikke så let som ethanol, og det benytter man sig af ved destillation, hvorved man får en renere ethanol-blanding, destillationen kan evt. gentages flere gange. Fusels sammensætning er, foruden af den anvendte gærrace og af den temperatur, ved hvilken gæringen foregår, hovedsagelig afhængig af det anvendte råmateriale. Således består fusel af kartoffelmæsk overvejende af amylalkohol (pentanol) og er meget ildelugtende; fusel af kornmæsk består af de samme bestanddele som foregående, men indeholder betydelig mere propanol og har derfor en mindre ubehagelig lugt; fusel af vin er blandet med en del meget fint lugtende alkylsalte, navnlig ønantæter (den blanding af sammensatte ætere, der betinger vinens ejendommelige lugt) osv. I øvrigt indeholder alle disse fusel en mængde forskellige alkoholer og alkylsalte og benyttedes til fremstilling af disse, der igen navnlig tjener til fremstilling af frugtætere. Den af kartoffelfuselolie vundne amylalkohol fandt tidligere anvendelse til fremstilling af spiritusfernis, og fusel af kornbrændevin benyttes meget som tilsætning til kartoffelbrændevin for at give den smag som førstnævnte.

## "Det syder af fusel..."
I slutningen af 1960'erne og i starten af 1970'erne blev hjemmebrygning af øl og vin populært, samt hjemmebrænding og rensning af denatureret sprit med aktivt kul. I 1975 udsendte De Gyldne Løver en LP med titlen Hjemmebrændt, der blandt andet indeholdt sangen "Hjemmebrænderiet", hvori omkvædet indledes med linjen: "Det syder af fusel og bobler af gær".

## Ekstern henvisning og kilde
Fusel og Fuselolie i Salmonsens Konversationsleksikon (2. udgave, 1920) 9. bind, side 165, professor Karl Meyer
1. ↑  fusel — ODS
2. ↑  "2065-2066 (Illustreret norsk konversationsleksikon / Bind VI : Recambio-Öynhausen (Ordbøgerne: Teknologisk-Øvrighedsperson))". Arkiveret fra originalen 23. juli 2014. Hentet 3. november 2013.